# Slide it in
Slide it in is het zesde studioalbum van Whitesnake.
Whitesnake kwam de tijdelijke breuk in 1982 niet te boven. De verhouding tussen Coverdale en Moody was vertroebeld. De eens zo goede vrienden keken elkaar met de nek aan. Voorts vond Moody dat hij door Coverdale vernederd werd, doordat die laatste hem uitfoeterde in bijzijn van Thin Lizzy-gitarist John Sykes. Nadat de opnamen waren voltooid barstte de muziekgroep uit elkaar als gevolg van allerlei meningsverschillen. Toch kwam er in januari 1984 een album voor de Europese en Japanse markt uit. De pers en het publiek wisten wat hun te wachten stond aan muziek (met Galley zou het wat steviger worden) maar de productie van het album was matig.
Daarbij kwam dat de combinatie Galley, Moody niet zo soepeltjes verliep als de combinatie Bernie Marsden, Moody. Niet alleen was Galley, die eerder in Trapeze had gespeeld, voorstander van wat steviger muziek, ook de nieuwe drummer Cozy Powell gaf daar een injectie aan. Powell kwam uit Rainbow.
Slide it in zou het eerste album van Whitesnake zijn, dat ook officieel in de Verenigde Staten werd uitgegeven op het als exclusief bekendstaande platenlabel Geffen Records. Sterproducer Keith Olsen, eerder Supertramp, Foreigner, en Fleetwood Mac werd gevraagd het album opnieuw te mixen. Dat kon alleen nadat er enige herstelwerkzaamheden werden verricht. Aangezien de samenstelling van de originele opnamen er niet meer was, moesten de nieuwe musici de opnamen redden. Onder die gastmusici bevonden zich eerdergenoemde Sykes, maar ook Neil Murray, al eerder langdurig bassist van de band en teruggekomen. In april 1984 verscheen dan het album op de Amerikaanse markt.
Pas in 1987 zou een nieuw album van de band verschijnen.

## Musici

### Europese versie
- David Coverdale – zang
- Micky Moody, Mel Galley – gitaar, achtergrondzang
- Colin Hodgkinson – basgitaar
- Jon Lord – toetsinstrumenten
- Cozy Powell – slagwerk

### Amerikaanse versie
- David Coverdale – zang
- John Sykes, Mel Galley – gitaar, achtergrondzang
- Neil Murray – basgitaar
- Jon Lord - toetsinstrumenten
- Cozy Powell – slagwerk.

Met Bill Cuomo, aanvullend toetsenwerk.

## Muziek

### Europese/Japanse versie
| Nr. | Titel                                                                                       | Duur |
| --- | ------------------------------------------------------------------------------------------- | ---- |
| 1.  | Gambler (Coverdale, Galley)                                                                 | 3:57 |
| 2.  | Slide it in (Coverdale)                                                                     | 3:20 |
| 3.  | Standing in the shadow (Coverdale)                                                          | 3:32 |
| 4.  | Give me more time (Coverdale, Galley)                                                       | 3:41 |
| 5.  | Love ain't no stranger (Coverdale, Galley)                                                  | 4:13 |
| 6.  | Slow an' easy (Coverdale, Moody)                                                            | 6:09 |
| 7.  | Spit it out (Coverdale, Galley)                                                             | 4:11 |
| 8.  | All or nothing (Coverdale, Galley)                                                          | 3:34 |
| 9.  | Hungry for love (Coverdale)                                                                 | 3:57 |
| 10. | Guilty of love (Coverdale)                                                                  | 3:18 |
| 11. | Need your love so bad (genoemd wordt Little Willie John, maar het is van zijn broer Mertis) | 3:14 |

### Amerikaanse persing
| Nr. | Titel                                      | Duur |
| --- | ------------------------------------------ | ---- |
| 1.  | Slide it in (Coverdale)                    | 3:20 |
| 2.  | Slow an' easy (Coverdale, Moody)           | 6:08 |
| 3.  | Love ain't no stranger (Coverdale, Galley) | 4:18 |
| 4.  | All or nothing (Coverdale, Galley)         | 3:40 |
| 5.  | Gambler (Coverdale, Galley)                | 3:58 |
| 6.  | Guilty of love (Coverdale)                 | 3:24 |
| 7.  | Hungry for love (Coverdale)                | 3:28 |
| 8.  | Give me more time (Coverdale, Galley)      | 3:42 |
| 9.  | Spit it out (Coverdale, Galley)            | 4:26 |
| 10. | Standing in the shadow (Coverdale)         | 3:42 |

## Hitnotering
Zowel in het Verenigd Koninkrijk (hoogste notering plaats 9) als de Verenigde Staten (plaats 40) haalde het album de albumlijsten.
| Hitnotering: 11-2-1984 t/m 30-3-1984 (UK) | Hitnotering: 11-2-1984 t/m 30-3-1984 (UK) | Hitnotering: 11-2-1984 t/m 30-3-1984 (UK) | Hitnotering: 11-2-1984 t/m 30-3-1984 (UK) | Hitnotering: 11-2-1984 t/m 30-3-1984 (UK) | Hitnotering: 11-2-1984 t/m 30-3-1984 (UK) | Hitnotering: 11-2-1984 t/m 30-3-1984 (UK) | Hitnotering: 11-2-1984 t/m 30-3-1984 (UK) | Hitnotering: 11-2-1984 t/m 30-3-1984 (UK) |
| Week:                                     | 1                                         | 2                                         | 3                                         | 4                                         | 5                                         | 6                                         | 7                                         |                                           |
| ----------------------------------------- | ----------------------------------------- | ----------------------------------------- | ----------------------------------------- | ----------------------------------------- | ----------------------------------------- | ----------------------------------------- | ----------------------------------------- | ----------------------------------------- |
| Positie:                                  | 9                                         | 18                                        | 23                                        | 42                                        | 36                                        | 44                                        | 71                                        | uit                                       |